# Plectruda
Plectruda o Plectrudis (nascuda cap a 650 i morta després 717), filla d'Hugobert, senescal de Clodoveu III, i probablement d'Irmina d'Oeren fou l'esposa de Pipí d'Héristal, majordom del palau d'Austràsia. És venerada com a santa per diverses confessions cristianes i celebra la seva festa el 10 d'agost.

## Biografia
Era membre de la família dels Hugobèrtides, una poderosa nissaga que posseïa nombroses terres entre Colònia i Trèveris. Es va casar entre 670 i 675 amb Pipí d'Héristal, majordom de palau d'Austràsia i va donar a llum a: 
- Drogó († 708), duc de Xampanya
- Grimoald II († 714), majordom del palau.
- Eventualment un Pipí, mort molt jove, citat en el Líber memorialis de Remiremont en un lloc prop de Pipí d'Heristal, de Grimoald, de Drogo i de Carles Martell, sense indicació de vincle de parentiu. Els historiadors que s'han interessat en aquesta llista consideren que es tracta d'un fill de Pipí d'Heristal, no altrament conegut, ja que va morir jove.[6]

El 687 Pipí d'Heristal va aixafar els neustris i va controlar el conjunt dels regnes francs. El 690, Pipí va agafar una concubina, Alpaida, que va donar a llum al futur Carles Martell. Poc abans de la seva mort, Pipí va organitzar la seva successió instal·lant el seu fill Grimoald, ja majordom del palau d'Austràsia des del 695, com a majordom del palau de Nèustria i de Borgonya, però aquest fou assassinat per un frisó l'abril del 714. Pipí va designar llavors com a successor el seu net Teodebald, de set anys.

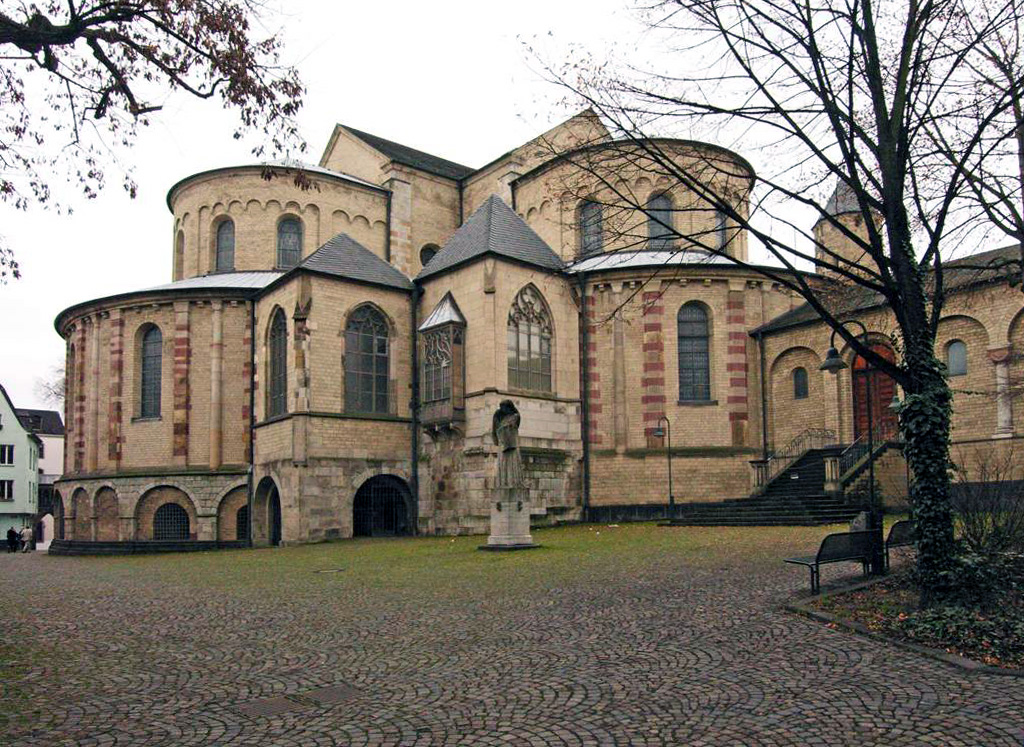
St. Maria im Kapitol (Colònia), fundada per Plectruda i lloc del seu enterrament
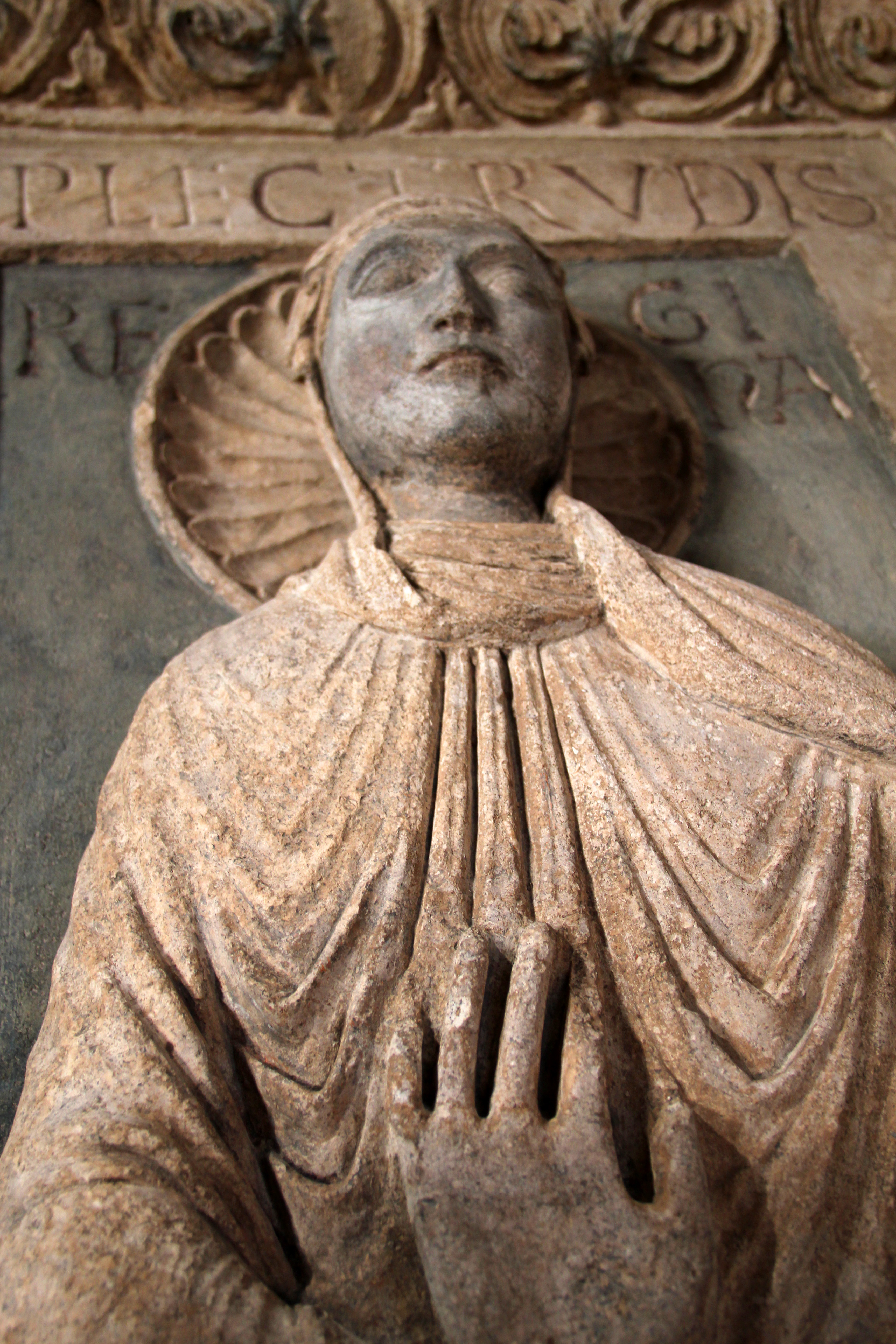
Tomba de la santa a Colònia, de 1160
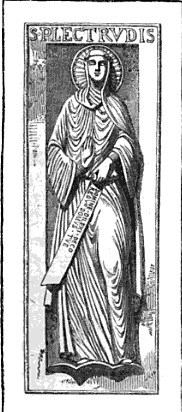
Dibuix del mateix sepulcre

Els neustris, conduïts per Ragenfrid, es revoltaren contra Plectruda i la van derrotar el 715 al bosc de Compiègne. Ragenfrid es va apoderar dels tresors de Plectruda, abandonats sobre el camp de batalla i, com que Dagobert III acabava de morir, va col·locar a Khilperic II al tron de Nèustria. Després va proclamar a Khilpéric igualment com a rei d'Austràsia, es va aliar a Radbod, duc dels frisons i va atacar Austràsia. És en aquest moment que Carles Martell va aconseguir el control i va reagrupar partidaris per rebutjar els neustris. Després d'un primer fracàs, va parar una emboscada amb èxit a Amblève, i després va derrotar els neustris a la batalla de Vinchy el 28 de maig del 717. Des de llavors, acceptat pels austrasians com el seu líder, va obligar a Plectruda i Teodebald a renunciar al poder, va confiscar els béns de Plectruda i la va tancar en un convent

## Genealogia
|            |            |            |            | Hugobert († 698) senescal | Hugobert († 698) senescal | Hugobert († 698) senescal | Hugobert († 698) senescal | Hugobert († 698) senescal | Hugobert († 698) senescal |                    |                    |                               |                               |                               |                               |                               |                               |          |          | Irmina d'Oeren († ap.710) abadessa | Irmina d'Oeren († ap.710) abadessa | Irmina d'Oeren († ap.710) abadessa | Irmina d'Oeren († ap.710) abadessa | Irmina d'Oeren († ap.710) abadessa | Irmina d'Oeren († ap.710) abadessa |      |      |      |      |  |  |                                               |                                               |                                                     |                                                     |                                                     |                                                     |                                                     |                                                     |                                                 |                                                 |                                                 |                                                 |                                                 |                                                 |         |         |         |         |         |         |  |  |  |  |  |  |
|            |            |            |            | Hugobert († 698) senescal | Hugobert († 698) senescal | Hugobert († 698) senescal | Hugobert († 698) senescal | Hugobert († 698) senescal | Hugobert († 698) senescal |                    |                    |                               |                               |                               |                               |                               |                               |          |          | Irmina d'Oeren († ap.710) abadessa | Irmina d'Oeren († ap.710) abadessa | Irmina d'Oeren († ap.710) abadessa | Irmina d'Oeren († ap.710) abadessa | Irmina d'Oeren († ap.710) abadessa | Irmina d'Oeren († ap.710) abadessa |      |      |      |      |  |  |                                               |                                               |                                                     |                                                     |                                                     |                                                     |                                                     |                                                     |                                                 |                                                 |                                                 |                                                 |                                                 |                                                 |         |         |         |         |         |         |  |  |  |  |  |  |
|            |            |            |            |                           |                           |                           |                           |                           |                           |                    |                    |                               |                               |                               |                               |                               |                               |          |          |                                    |                                    |                                    |                                    |                                    |                                    |      |      |      |      |  |  |                                               |                                               |                                                     |                                                     |                                                     |                                                     |                                                     |                                                     |                                                 |                                                 |                                                 |                                                 |                                                 |                                                 |         |         |         |         |         |         |  |  |  |  |  |  |
|            |            |            |            |                           |                           |                           |                           |                           |                           |                    |                    | Plectruda                     | Plectruda                     | Plectruda                     | Plectruda                     | Plectruda                     | Plectruda                     |          |          |                                    |                                    |                                    |                                    |                                    |                                    |      |      |      |      |  |  |                                               |                                               | Pipí d'Heristal (el Jove) († 714) majordom de palau | Pipí d'Heristal (el Jove) († 714) majordom de palau | Pipí d'Heristal (el Jove) († 714) majordom de palau | Pipí d'Heristal (el Jove) († 714) majordom de palau | Pipí d'Heristal (el Jove) († 714) majordom de palau | Pipí d'Heristal (el Jove) († 714) majordom de palau |                                                 |                                                 |                                                 |                                                 |                                                 |                                                 | Alpaida | Alpaida | Alpaida | Alpaida | Alpaida | Alpaida |  |  |  |  |  |  |
|            |            |            |            |                           |                           |                           |                           |                           |                           |                    |                    | Plectruda                     | Plectruda                     | Plectruda                     | Plectruda                     | Plectruda                     | Plectruda                     |          |          |                                    |                                    |                                    |                                    |                                    |                                    |      |      |      |      |  |  |                                               |                                               | Pipí d'Heristal (el Jove) († 714) majordom de palau | Pipí d'Heristal (el Jove) († 714) majordom de palau | Pipí d'Heristal (el Jove) († 714) majordom de palau | Pipí d'Heristal (el Jove) († 714) majordom de palau | Pipí d'Heristal (el Jove) († 714) majordom de palau | Pipí d'Heristal (el Jove) († 714) majordom de palau |                                                 |                                                 |                                                 |                                                 |                                                 |                                                 | Alpaida | Alpaida | Alpaida | Alpaida | Alpaida | Alpaida |  |  |  |  |  |  |
|            |            |            |            |                           |                           |                           |                           |                           |                           |                    |                    |                               |                               |                               |                               |                               |                               |          |          |                                    |                                    |                                    |                                    |                                    |                                    |      |      |      |      |  |  |                                               |                                               |                                                     |                                                     |                                                     |                                                     |                                                     |                                                     |                                                 |                                                 |                                                 |                                                 |                                                 |                                                 |         |         |         |         |         |         |  |  |  |  |  |  |
|            |            |            |            |                           |                           |                           |                           |                           |                           |                    |                    |                               |                               |                               |                               |                               |                               |          |          |                                    |                                    |                                    |                                    |                                    |                                    |      |      |      |      |  |  |                                               |                                               |                                                     |                                                     |                                                     |                                                     |                                                     |                                                     |                                                 |                                                 |                                                 |                                                 |                                                 |                                                 |         |         |         |         |         |         |  |  |  |  |  |  |
|            |            |            |            |                           |                           |                           |                           |                           |                           |                    |                    | Drogó († 708) duc de Xampanya | Drogó († 708) duc de Xampanya | Drogó († 708) duc de Xampanya | Drogó († 708) duc de Xampanya | Drogó († 708) duc de Xampanya | Drogó († 708) duc de Xampanya |          |          |                                    |                                    |                                    |                                    |                                    |                                    |      |      |      |      |  |  | Grimoald II († 714) majordom del palau        | Grimoald II († 714) majordom del palau        | Grimoald II († 714) majordom del palau              | Grimoald II († 714) majordom del palau              | Grimoald II († 714) majordom del palau              | Grimoald II († 714) majordom del palau              |                                                     |                                                     | Carles Martell (v.690 † 741) majordom del palau | Carles Martell (v.690 † 741) majordom del palau | Carles Martell (v.690 † 741) majordom del palau | Carles Martell (v.690 † 741) majordom del palau | Carles Martell (v.690 † 741) majordom del palau | Carles Martell (v.690 † 741) majordom del palau |         |         |         |         |         |         |  |  |  |  |  |  |
|            |            |            |            |                           |                           |                           |                           |                           |                           |                    |                    | Drogó († 708) duc de Xampanya | Drogó († 708) duc de Xampanya | Drogó († 708) duc de Xampanya | Drogó († 708) duc de Xampanya | Drogó († 708) duc de Xampanya | Drogó († 708) duc de Xampanya |          |          |                                    |                                    |                                    |                                    |                                    |                                    |      |      |      |      |  |  | Grimoald II († 714) majordom del palau        | Grimoald II († 714) majordom del palau        | Grimoald II († 714) majordom del palau              | Grimoald II († 714) majordom del palau              | Grimoald II († 714) majordom del palau              | Grimoald II († 714) majordom del palau              |                                                     |                                                     | Carles Martell (v.690 † 741) majordom del palau | Carles Martell (v.690 † 741) majordom del palau | Carles Martell (v.690 † 741) majordom del palau | Carles Martell (v.690 † 741) majordom del palau | Carles Martell (v.690 † 741) majordom del palau | Carles Martell (v.690 † 741) majordom del palau |         |         |         |         |         |         |  |  |  |  |  |  |
|            |            |            |            |                           |                           |                           |                           |                           |                           |                    |                    |                               |                               |                               |                               |                               |                               |          |          |                                    |                                    |                                    |                                    |                                    |                                    |      |      |      |      |  |  |                                               |                                               |                                                     |                                                     |                                                     |                                                     |                                                     |                                                     |                                                 |                                                 |                                                 |                                                 |                                                 |                                                 |         |         |         |         |         |         |  |  |  |  |  |  |
| Arnulf duc | Arnulf duc | Arnulf duc | Arnulf duc | Arnulf duc                | Arnulf duc                |                           |                           | Hug bisbe de Rouen        | Hug bisbe de Rouen        | Hug bisbe de Rouen | Hug bisbe de Rouen | Hug bisbe de Rouen            | Hug bisbe de Rouen            |                               |                               | Godofreu                      | Godofreu                      | Godofreu | Godofreu | Godofreu                           | Godofreu                           |                                    |                                    | Pipí                               | Pipí                               | Pipí | Pipí | Pipí | Pipí |  |  | Teodebald (vers 707 † 741) majordom del palau | Teodebald (vers 707 † 741) majordom del palau | Teodebald (vers 707 † 741) majordom del palau       | Teodebald (vers 707 † 741) majordom del palau       | Teodebald (vers 707 † 741) majordom del palau       | Teodebald (vers 707 † 741) majordom del palau       |                                                     |                                                     |                                                 |                                                 |                                                 |                                                 |                                                 |                                                 |         |         |         |         |         |         |  |  |  |  |  |  |